# Holden Lake, Timiskaming District
Holden Lake är en sjö i Kanada.   Den ligger i Timiskaming District och provinsen Ontario, i den sydöstra delen av landet, 400 km nordväst om huvudstaden Ottawa. Holden Lake ligger 342 meter över havet. Den ligger vid sjöarna  Greenwater Lake och Verdi Lake.
I omgivningarna runt Holden Lake växer i huvudsak blandskog. Trakten runt Holden Lake är nära nog obefolkad, med mindre än två invånare per kvadratkilometer.